# Cap de l'Estat Major Imperial General
Cap de l'Estat Major Imperial General (anglès: Chief of the Imperial General Staff, abreujat CIGS) va ser el títol del comandant professional de l'Exèrcit Britànic entre 1908 i fins a 1964.
Des de la restauració de la monarquia a Anglaterra el 1660, el Sobirà va ser capaç de prendre un considerable control de les forces armades del Parlament amb el nomenament d'un Comandant General en Cap de l'Exèrcit ("General in Chief Comman of the Army"). Aquest títol evolucionà tant en el títol com en els deures. Fins al 1793 era un càrrec no estatutari anomenat Comandant en Cap General, i més freqüentment se l'anomenava de manera no oficial com a Comandant en Cap de les Forces. Això comportava títols com el de Capità General. El darrer títol també era de vegades un rang, podent-se considerar un precursor del de Mariscal de Camp.
Entre 1904 i 1909 el títol va ser Cap de l'Estat Major General; tornant a aquesta denominació el 1964.

## Caps de l'Estat Major General 1904-1909
- General Sir Neville Lyttelton, GCB, GCVO, PC 1904-1908
- Mariscal de Camp Sir William Nicholson, 1r Baró Nicholson, GCB, KJStJ 1908–1909

## Caps de l'Estat Major Imperial 1909-1964
- Mariscal de Camp Sir William Nicholson, 1r Baró Nicholson, GCB, KJStJ 1909–1912
- Mariscal de Camp Sir John French, 1r Comte d'Ypres, KP, GCB, OM, GCVO, KCMG 1912–Abril 1914
- General Sir Charles Douglas, GCB, ADC 6 d'abril de 1914-25 d'octubre de 1914
- Tinent General Sir James Murray, KCB 30 d'octubre 1914–de setembre 1915
- General Sir Archibald Murray, GCB, GCMG, CVO, DSO 26 de setembre de 1915 – desembre de 1915
- General Sir William Robertson, Bt, GCB, GCMG, GCVO, DSO 23 de desembre 1915–febrer de 1918
- Mariscal de Camp Sir Henry Wilson, Bt, GCB, DSO 19 de febrer de 1918– 19 de febrer de 1922
- Mariscal de Camp Frederick Lambart, KP, GCB, GCMG, GCVO, GBE 19 de febrer de 1922-19 de febrer de 1926
- Mariscal de Camp Sir George Milne, 1r Baró Milne de Salonika, GCB, GCMG, DSO, KStJ 19 de febrer de 1926– 19 de febrer de 1933
- Mariscal de Camp Sir Archibald Montgomery-Massingberd GCB, GCVO, KCMG 1933–1936
- Mariscal de Camp Sir Cyril Deverell GCB, KBE, ADC 1936–1937
- General John Vereker, lord Gort VC, GCB, CBE, DSO & 2 Barres, MVO, MC 1937–1939
- Mariscal de Camp Sir Edmund Ironside GCB, CBE, CMG, DSO 1939–1940
- Mariscal de Camp Sir John Dill GCB, CMG, DSO 1940–1941
- Mariscal de Camp Sir Alan Brooke KG, GCB, OM, GCVO, DSO 1941–1946
- Mariscal de Camp Bernard Montgomery Vescomte Montgomery de l'Alamein KG, GCB, DSO, PC 1946–1948
- Mariscal de Camp Sir William Slim KG, GCB, GCMG, GBE, DSO, MC 1948–1952
- Mariscal de Camp Sir John Harding GCB, CBE, DSO, MC 1952–1955
- Mariscal de Camp Sir Gerald Templer KG, GCB, GCMG, KBE 1955–1958
- Mariscal de Camp Sir Francis Festing GCB, KBE, DSO 1958–1961
- General Sir Richard Hull KG, GCB, DSO 1961–1964

## Caps de l'Estat Major General 1964-
- Mariscal de Camp Sir Richard Hull KG, GCB, DSO, DL 1964-1965
- Mariscal de Camp Sir James Cassels GCB, KBE, DSO 1965–1968
- Mariscal de Camp Sir Geoffrey Baker GCB, CMG, CBE, MC 1968–1971
- Mariscal de Camp Sir Michael Carver GCB, CBE, DSO & Barra, MC 1971–1973
- General Sir Peter Hunt GCB, DSO, OBE, DL 1973–1976
- Mariscal de Camp Sir Roland Gibbs GCB, CBE, DSO, MC, KStJ 1976-1979
- Mariscal de Camp Sir Edwin Bramall KG GCB OBE MC JP DL 1979-1982
- Mariscal de Camp Sir John Stanier GCB MBE 1982-1985
- Mariscal de Camp Sir John Stanier GCB MBE 1982-1985
- Mariscal de Camp Sir John Chapple GCB, CBE 1988-1992
- Mariscal de Camp Sir Peter Inge KG, GCB, PC, DL 1992-1994
- General Sir Charles Guthrie GCB, LVO, OBE, DL 1994–1997
- General Sir Roger Wheeler GCB, CBE 1997–2000
- General Sir Michael Walker GCB, CMG, CBE, ADC, DL 2000-2003
- General Sir Mike Jackson GCB, CBE, DSO, DL 2003-2006
- General Sir Richard Dannatt GCB, CBE, MC, DL 2006-2009
- General Sir David Richards GCB, CBE, DSO, ADC Gen 2009-2010
- General Sir Peter Wall KCB, CBE, ADC Gen. 2010-